# Scenekunstner
En scenekunstner kan dække over mange forskellige udøvende kunstnere, som f.eks. skuespillere, sangere, dansere, artister og tryllekunstnere.
Nogen egentlig definition findes ikke, men begrebet indebærer at kunstneren optræder på en scene.
| Job | Spire Denne artikel om et job eller en stillingsbetegnelse er en spire som bør udbygges. Du er velkommen til at hjælpe Wikipedia ved at udvide den. |